# Mittelmühle (Dingolshausen)
Mittelmühle ist ein Gemeindeteil der Gemeinde Dingolshausen im unterfränkischen Landkreis Schweinfurt in Bayern.

## Geographische Lage
Die Einöde liegt in der Gemarkung Dingolshausen im Osten des Dingolshäuser Gemeindegebiets am Volkachbach. Im Norden befindet sich mit dem Wohngebiet „Am Steinbruch“ ein Teil des Kerndorfes Dingolshausen. Weiter östlich, durch den Bach verbunden, liegt die Volkachsmühle, nach der das Gebiet der Gemeinde Michelau im Steigerwald beginnt. Im Süden verläuft die Staatsstraße 2274 und trennt die Mittelmühle von den Ausläufern des Steigerwaldes. Im Südwesten und Westen befindet sich der Altort Dingolshausen.

## Geschichte
Die Mühle wurde erstmals im 19. Jahrhundert erwähnt: Im Jahr 1820 verklagte der Dingolshäuser Dorfmüller Josef Peter Sendner den Mittelmüller Valentin Ziegler, weil dieser seinen Anteil an einem neuen Wehr nicht zahlen konnte. 1821 ging Ziegler deshalb in Konkurs, behielt die Mühle allerdings bis ins Jahr 1835. Wie bei den anderen Mühlen im Dorf wurde sie von Josef Georg Sendner übernommen, der sie mit seiner Frau Anna-Maria, geborene Englert, aus Wiesentheid bewirtschaftete.
Im Jahr 1855 wurde die Mühle von Josef Georgs Sohn Michael Sendner übernommen, ehe sie 1890 an Emilian Sendner und dessen Frau Eleonore kam. Emilian erneuerte im Jahr 1891 die Gebäude und richtete eine Gipsmühle ein. 1927 erhielt Otto Sendner die Mühle, er war der letzte Mittelmüller, weil der Mahlgang 1955 und der Schrotgang 1960 stillgelegt wurden. Von 1959 bis 1994 bewohnten Willi Grünewald und Elfriede Sendner das Anwesen. Seit 1994 leben dort Hubert Erk und Doris Grünewald.

## Mühle und Mühlentechnik
Die Mühle lag zusammen mit der Dorfmühle an einem Mühlbach, der von der Volkach abzweigte. Er wurde 1960 zugeschüttet. Etwa 20 Meter unterhalb der Mühle befand sich ein Fußgängersteg. Die Mühle wurde als Getreidemühle und als Gipsmühle genutzt. Das Anwesen bestand aus der Mühle, einer Brennerei, der Scheune und einem Keller. Die Mühle betrieb einen Mahl- und einen Schrotgang, später brachte man einen Beutelkasten an. Im Jahr 1936 ergänzte man einen Dieselmotor und eine Putzerei.